# Kanizsai család
A Kanizsai család nevezetes középkori magyar főnemesi család, amely az Osl nemzetségből ered. 

## Történetük
Ősük az az Osl nembeli Lőrinc, aki 1318-ban a Kőszegi család familiárisaként kanizsai várnagy volt. Amikor azonban a Kőszegiek fellázadtak Károly Róbert ellen, akkor a király neki adta Kanizsát, s a család erről a birtokról nevezte ezután magát. Lőrinc zalai ispán lett, a következő generációból Kanizsai (I.) István zágrábi püspök, majd egy időre kegyvesztettek lettek Nagy Lajosnál. A család tagjai között volt Kanizsai (II.) János esztergomi érsek (1387–1418) (aki a Zsigmond király elleni 1401. évi ellenállást vezette), Perényi Imre nádor neje Kanizsai Dorottya, a mohácsi csata halottainak eltemettetője. A Kanizsaiak birtokai Orsolya révén fiúsítással a Nádasdyakra szálltak. A család Kanizsai Ferenccel halt ki 1532-ben.

## Jelentősebb tagjai
- Kanizsai (I.) István zágrábi püspök
- Kanizsai (II.) János (1350–1418) esztergomi érsek
- Kanizsai (II.) István (1368–1428) ajtónállómester, soproni főispán
- Kanizsai Miklós (?–1404) tárnokmester
- Kanizsai László (?–1476) lovászmester, soproni, vasi és zalai ispán
- Kanizsai Dorottya (?–1532) főúrnő, a mohácsi csata halottainak eltemettetője
- Kanizsai Orsolya (1521–1571) a kanizsai birtokok egyetlen örököse